# Miedźna
Miedźna (niem. Miedzna, Kunzendorf) – wieś w Polsce położona w województwie śląskim, w powiecie pszczyńskim, w gminie Miedźna.  Siedziba gminy Miedźna.

## Historia
Miejscowość została po raz pierwszy wzmiankowana w spisie świętopietrza parafii dekanatu Oświęcim diecezji krakowskiej z 1326 pod dwiema nazwami Medzwna seu [lub] Cuncendorf.
W dokumencie sprzedaży państwa pszczyńskiego wystawionym przez Kazimierza II Cieszyńskiego w języku czeskim we Frysztacie w dniu 21 lutego 1517 roku wieś została wymieniona jako Medna.
W latach 1954–1972 wieś należała i była siedzibą władz gromady Miedźna. W latach 1975–1998 miejscowość administracyjnie należała do województwa katowickiego.

## Szkolnictwo
W Miedźnej znajduje się szkoła podstawowa im. Powstańców Śląskich (do której uczęszczają uczniowie z okolicznych wsi).

## Kościół

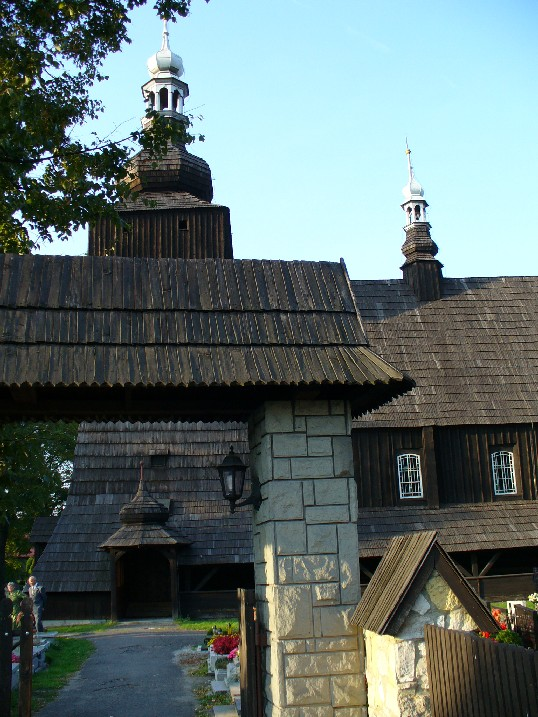
Zabytkowy kościół drewniany

W gminie znajduje się zabytkowy drewniany kościół św. Klemensa z XVII w.

## Osoby związane z miejscowością
- W Miedźnej urodził się Jan Kapica (1866-1930), katolicki duchowny, działacz społeczny i polityczny[7].